# Chen Shufan
 (février 2025).
 (février 2025).
Chen Shufan (1885 – 2 novembre 1949) était un général chinois actif au début de la période républicaine et la période des seigneurs de la guerre chinois. Il était un général de la clique de l'Anhui et un seigneur de la guerre.

## Biographie
Né dans le comté d'Ankang dans Shaanxi, Chen est entré à l'académie militaire locale en 1905 avant d'être transféré à l'académie militaire de Baoding en 1906. En 1910, après avoir obtenu son diplôme de l'académie militaire, il retourne au Shaanxi et est nommé officier. Il rejoint le Tongmenghui en 1911 et, le 22 octobre de la même année, il participe au soulèvement de Xi'an de la révolution Xinhai. Malgré les tentatives de Yuan Shikai de le convaincre par le biais d'un rang de noblesse, au début de la guerre de protection nationale en décembre 1915, Chen rejoignit le mouvement de protection nationale pour s'opposer à Yuan et déclara l'indépendance du Shaanxi. Chen a ensuite rejoint la clique de l'Anhui après la mort de Yuan en juin 1916. En 1917, il est opposé à Hu Jingyi, un ancien partisan, en raison de son opposition au mouvement de protection de la Constitution. 
Chen fit la paix avec Hu Jinyi après que ce dernier eut tenté de demander l'aide de Yu Youren pour s'opposer au gouvernement de Beiyang. En 1921, il fut chassé du Shaanxi par Feng Yuxiang de la clique du Zhili après sa défaite lors de la guerre Zhili-Anhui. Il s'enfuit alors au Sichuan mais fut plus tard chassé par la clique du Sichuan qui dirigeait la région. 
Par la suite, il s'enfuit dans la ville de Tianjin, s'intéressant au bouddhisme et passant après quelque temps à Shanghai. Pendant la deuxième guerre sino-japonaise, il refusa de collaborer et s'enfuit au Sichuan. 
Il se rendit à Hangzhou après la victoire chinoise et s'opposa à la décision de Tchang Kai-Chek de renouveler la guerre civile chinoise entre le Kuomintang et le Parti communiste chinois. Il meurt à Hangzhou peu après la prise de la ville par les communistes.    